# Saint-Sébastien - Froissart (métro de Paris)
Saint-Sébastien - Froissart est une station de la ligne 8 du métro de Paris, située à la limite des 3e et 11e arrondissements de Paris.

## Situation
La station est établie à la limite administrative entre le quartier des Enfants-Rouges au nord-ouest, le quartier des Archives au sud-ouest et le quartier Saint-Ambroise à l'est. Elle se trouve sous le nord du boulevard Beaumarchais (lequel constitue un tronçon de la chaîne des Grands Boulevards), à hauteur de la rue Saint-Sébastien à l'est et de la rue du Pont-aux-Choux à l'ouest. Orientée selon un axe nord-sud, elle s'intercale entre les stations Filles du Calvaire et Chemin Vert.

## Histoire
La station est ouverte le 5 mai 1931 avec la mise en service du troisième prolongement de la ligne 8, depuis Richelieu - Drouot jusqu'à Porte de Charenton.
Elle doit sa dénomination initiale de Saint-Sébastien à son implantation à l'amorce de la rue Saint-Sébastien d'une part et du passage Saint-Sébastien d'autre part, ces deux voies tirant elles-mêmes leur nom d'une enseigne baptisée en l'honneur du martyr romain saint Sébastien.
Le 12 janvier 1932, la station est renommée Saint-Sébastien - Froissart afin de souligner sa proximité avec la rue Froissart, laquelle rend hommage au poète, écrivain et historien Jean Froissart (1337-1400 environ), qui fut l'un des plus importants chroniqueurs de l'époque médiévale.
Dans le cadre du programme « Renouveau du métro » de la RATP, la station est entièrement rénovée le 2 octobre 2006. La décoration des quais dans le style d'entre-deux-guerres de l'ex-CMP est ainsi reconduite et complétée d'un nouvel éclairage, mais les cadres publicitaires à motifs végétaux sont recréés en faïence brune et non plus de couleur miel comme à l'origine.

### Fréquentation
Selon les estimations de la RATP, la station a vu entrer 1 685 816 voyageurs en 2019, ce qui la place à la 267e position des stations de métro pour sa fréquentation sur 302,. En 2020, avec la crise du Covid-19, son trafic annuel tombe à 816 381 voyageurs, ce qui la classe au 264e rang sur 304,, avant de remonter progressivement en 2021 avec 1 151 192 entrants comptabilisés, la reléguant cependant à la 266e position des stations du réseau pour sa fréquentation cette année-là.

## Services aux voyageurs

### Accès
La station dispose de deux accès, constitués pour chacun d'un escalier fixe agrémenté d'une balustrade et d'un candélabre en fer forgé dans le style Dervaux des années 1930 :
- l'accès no 1 « Rue Froissart - Musée Pablo Picasso » débouchant au droit du no 3 du boulevard Beaumarchais ;
- l'accès no 2 « Rue Saint-Sébastien » se trouvant face au no 8 du même boulevard.

Accès à la station
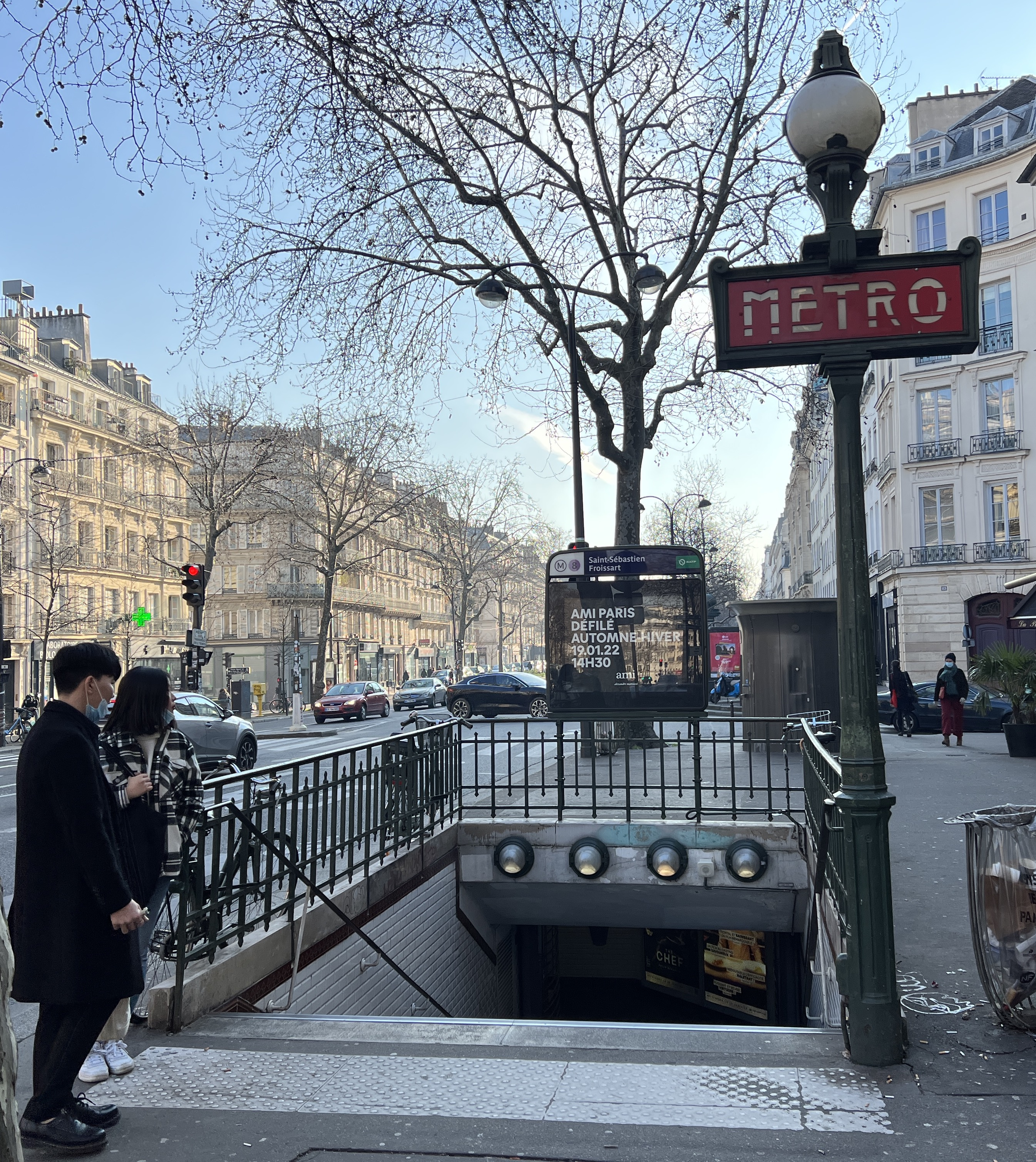
L'accès no 1, « Rue Froissart ».
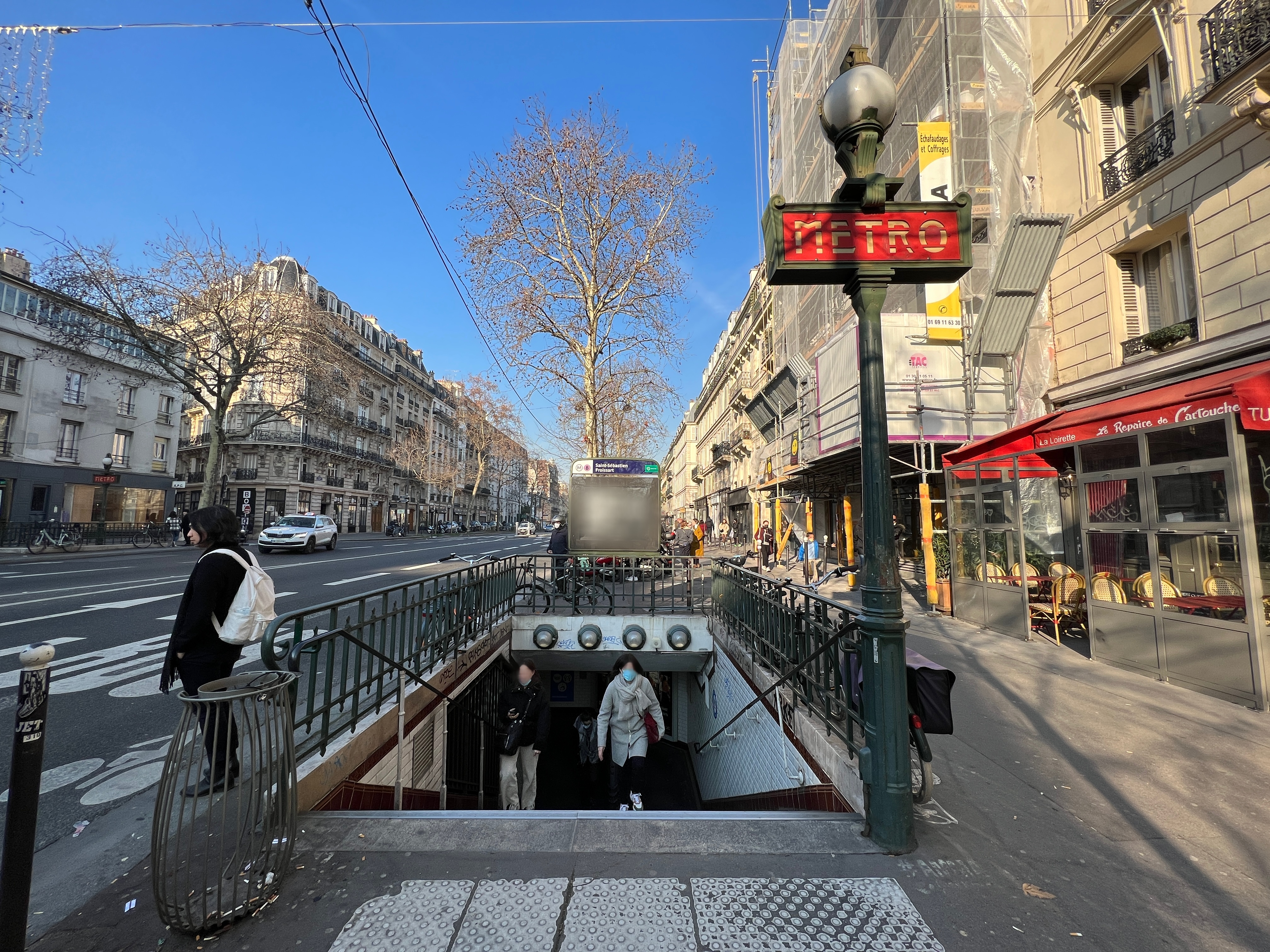
L'accès no 2, « Rue Saint-Sébastien ».

La salle de distribution des titres de transport est quasiment identique à celle de la station voisine Chemin Vert sur la même ligne, de par son agencement, ses dimensions et sa décoration.

### Quais
Saint-Sébastien - Froissart est une station de configuration standard pour le métro de Paris : elle possède deux quais, d'une longueur de 105 mètres, séparés par les voies du métro située au centre et la voûte est elliptique. La décoration est une variante du style utilisé pour la majorité des stations de métro : les bandeaux d'éclairage sont blancs et arrondis dans le style « Gaudin » du renouveau du métro des années 2000, et les carreaux en céramique blancs biseautés recouvrent les piédroits, la voûte ainsi que les tympans. Les cadres publicitaires sont en faïence à motifs végétaux de couleur brune (teinte qui n'existait pas à l'origine) et le nom de la station est également incorporé dans la céramique murale, selon le style décoratif d'entre-deux-guerres de la CMP d'origine. Les sièges sont de style « Akiko » de couleur orange (en remplacement de bancs à lattes de bois).
Il s'agit d'une des rares stations du réseau dont la décoration en céramique de style « CMP » n'est plus d'origine, ayant été entièrement reconstituée à l'occasion de la rénovation de 2006. En outre, cette décoration est totalement identique à celle de la station voisine Chemin Vert (hormis les sièges).

Quais de la station
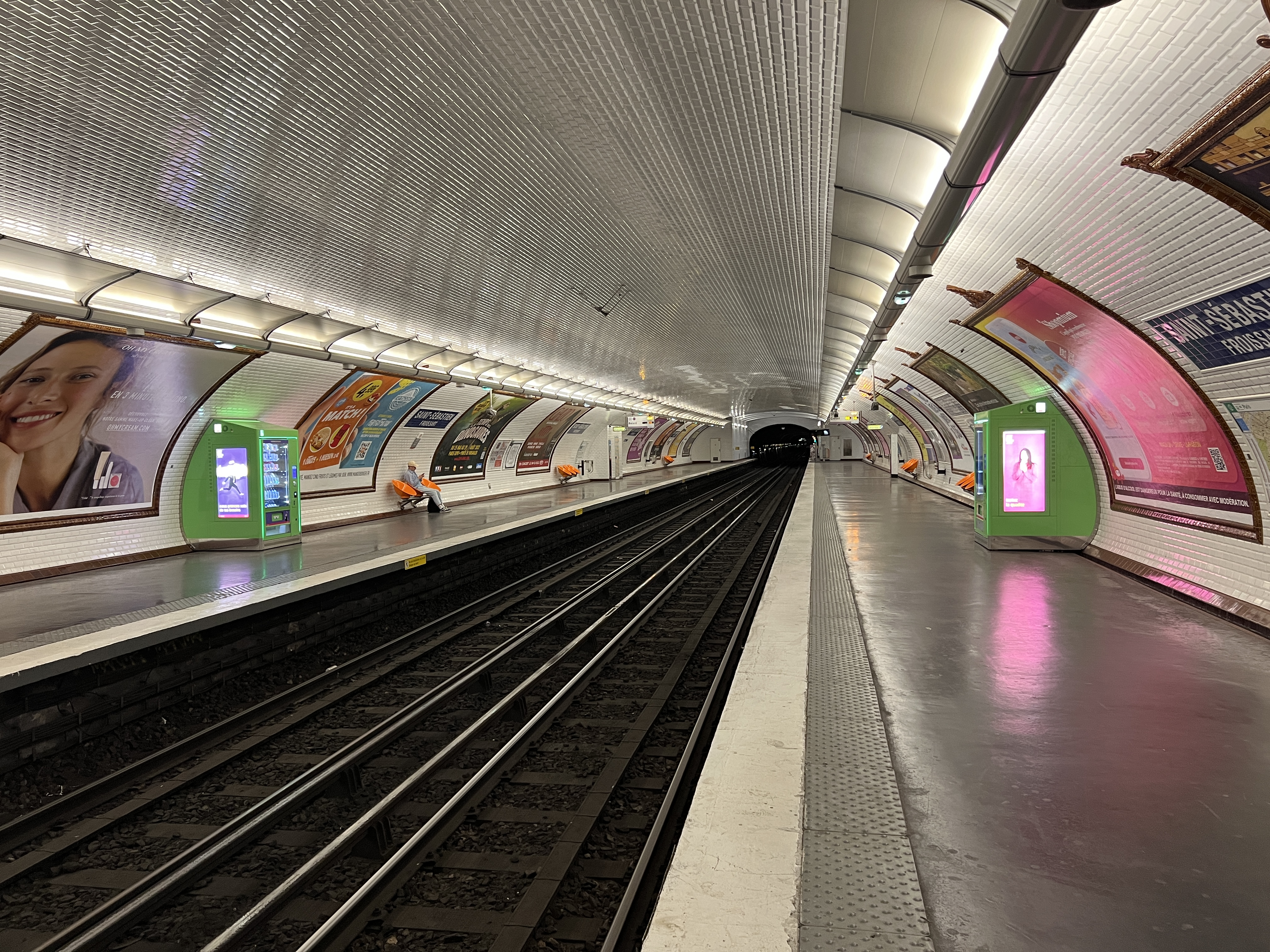
Les quais de la station, vus en direction de Pointe du Lac.
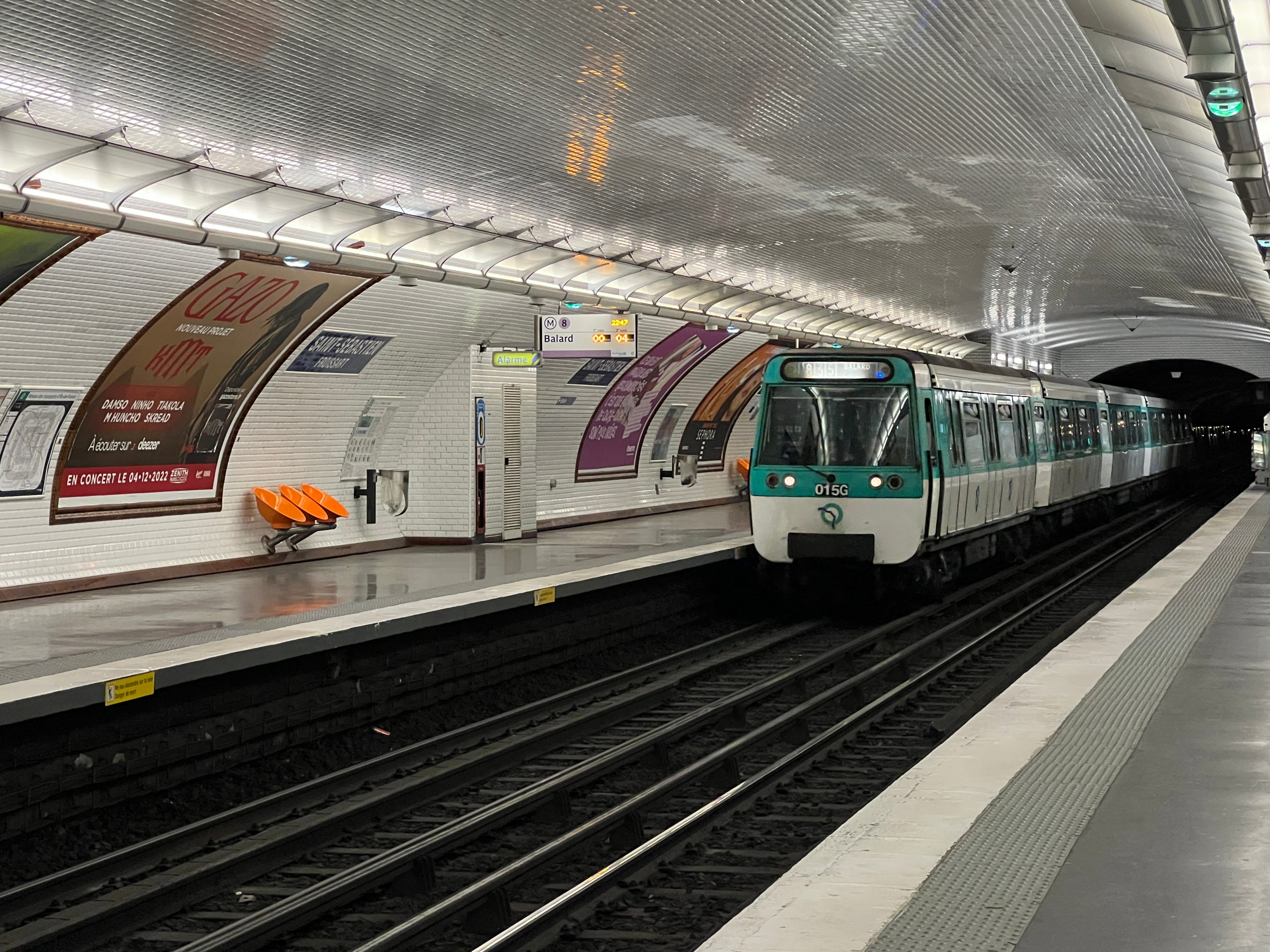
Rame MF 77 entrant en station en direction de Balard.
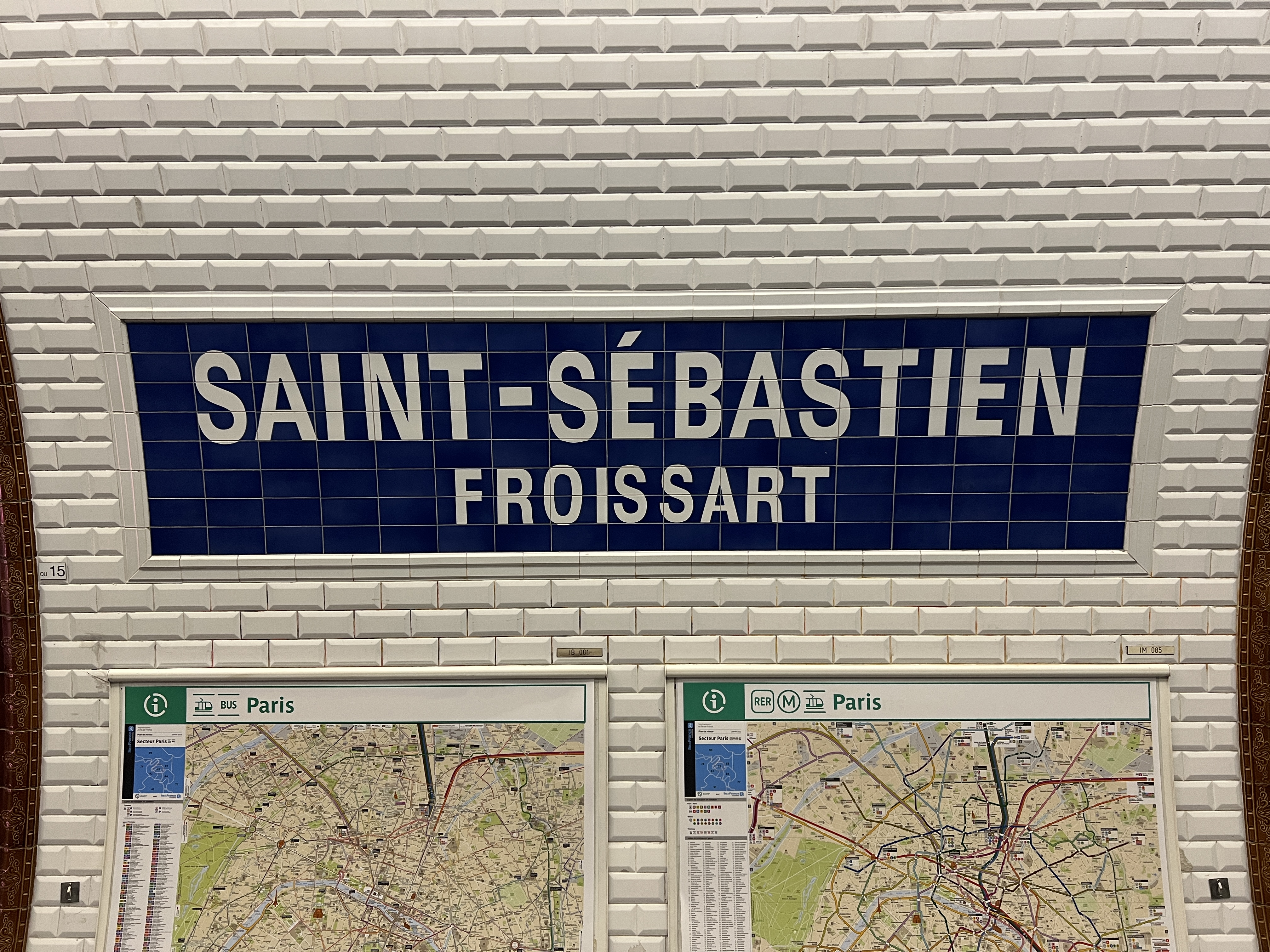
Faïence murale incorporant le nom de la station.

### Intermodalité
La station est desservie par la ligne 91 du réseau de bus RATP et, la nuit, par les lignes N01 et N02 du réseau Noctilien.

## À proximité
- Musée Picasso
- Église Saint-Denys-du-Saint-Sacrement
- Square Saint-Gilles - Grand-Veneur - Pauline-Roland
- Jardin de l'Hôtel-Salé - Léonor-Fini